# 洞中古墳群

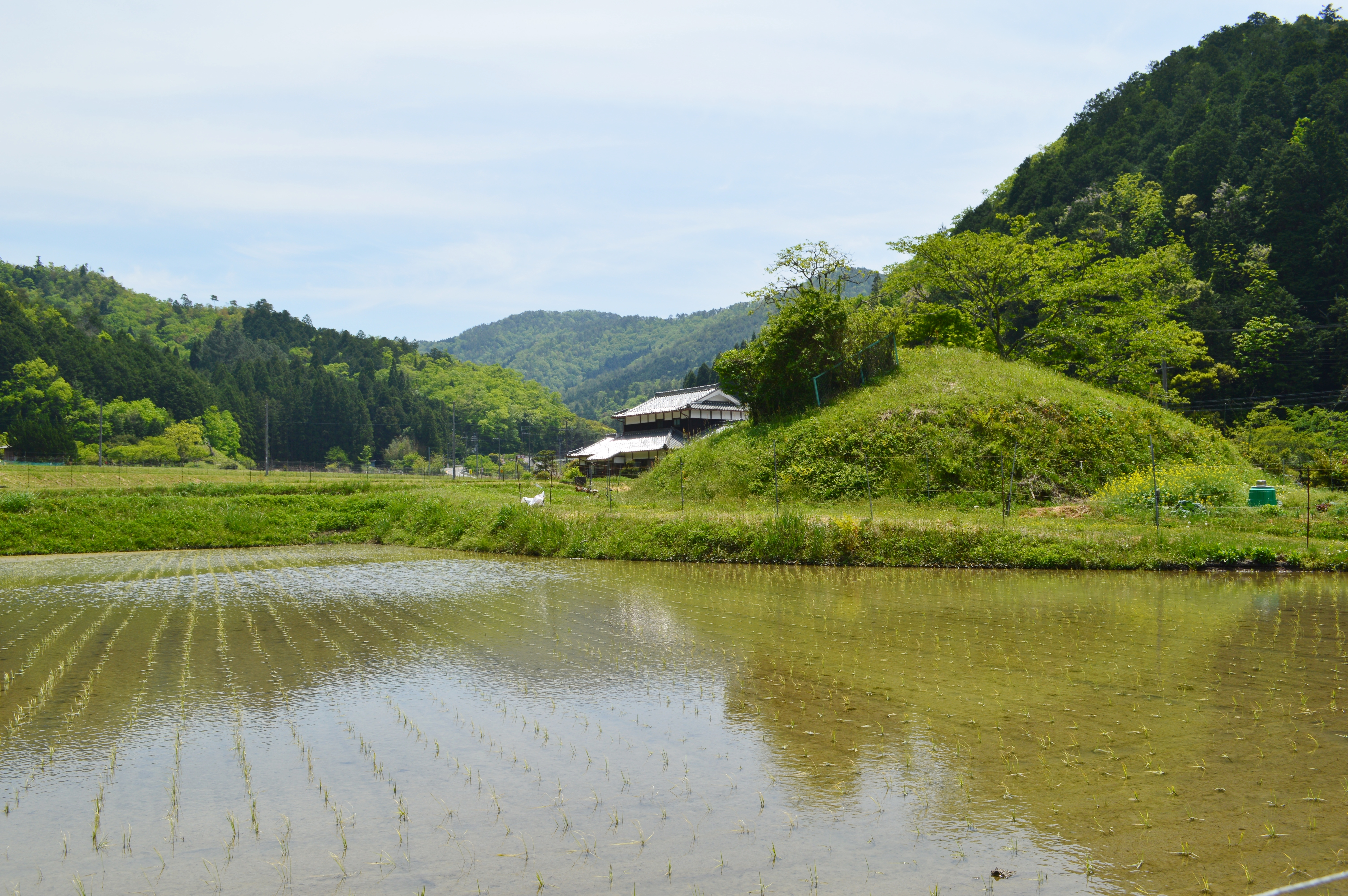
1号墳（右）・2号墳（左奥）

洞中古墳群（どうなかこふんぐん）は、兵庫県丹波篠山市曽地中（そうじなか）にある古墳群。2基が丹波篠山市指定史跡に指定されている。

## 概要
兵庫県中東部、篠山盆地南東縁の篠山川左岸の台地上に営造された古墳群である。計3基（または4基）の古墳から構成される。
古墳群のうち2号墳は前方後円墳で、墳丘長35メートルを測る。埋葬施設を片袖式の横穴式石室とし、石室全長は約10.7メートルを測る。横穴式石室を有する前方後円墳である点で注目される。また1号墳は2号墳に後続する時期の円墳で、埋葬施設を両袖式の横穴式石室とする。巨石を用いた、石室全長約15メートルを測る丹波地方で最大規模の横穴式石室である。古墳群の営造時期は古墳時代後期の6世紀頃（1号墳は6世紀後半頃）と推定される。
1号墳・2号墳の古墳域は1968年（昭和43年）に篠山町指定史跡（現在は丹波篠山市指定史跡）に指定されている。

## 一覧

洞中3号墳
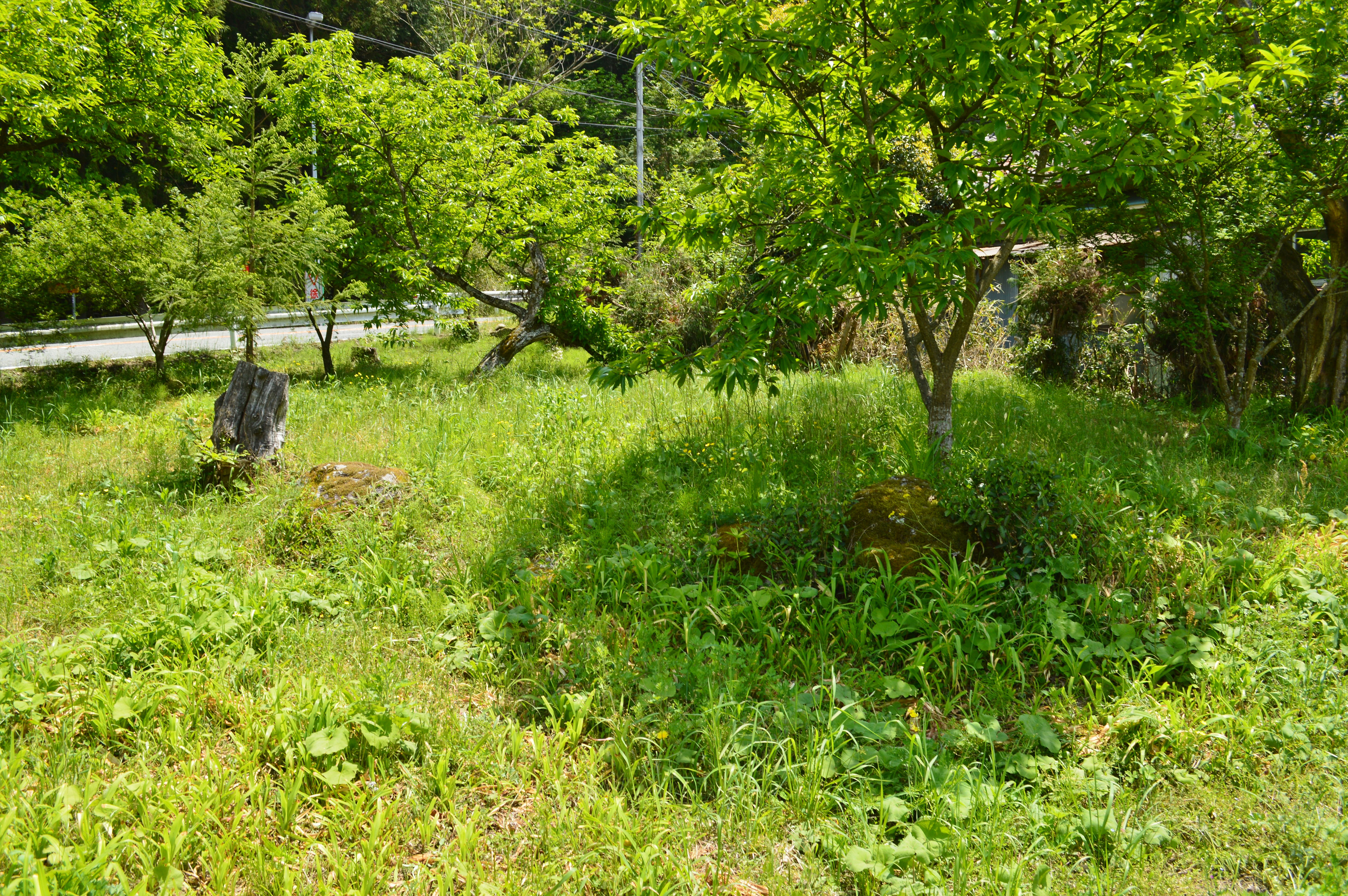
石室石材

| 古墳名 | 座標                                    | 形状       | 規模      | 埋葬施設         | 史跡               | 備考                     |
| ------ | --------------------------------------- | ---------- | --------- | ---------------- | ------------------ | ------------------------ |
| 1号墳  | 北緯35度3分14.08秒 東経135度17分16.30秒 | 円墳       | 直径30m   | 両袖式横穴式石室 | 丹波篠山市指定史跡 | 石室は丹波地方で最大規模 |
| 2号墳  | 北緯35度3分9.90秒 東経135度17分22.30秒  | 前方後円墳 | 墳丘長35m | 片袖式横穴式石室 | 丹波篠山市指定史跡 |                          |
| 3号墳  | 北緯35度3分4.70秒 東経135度17分21.67秒  |            |           | 横穴式石室       |                    | 墳丘削平、石材露出       |
| 4号墳  |                                         | 円墳       | 直径10m   |                  |                    |                          |

洞中1号墳
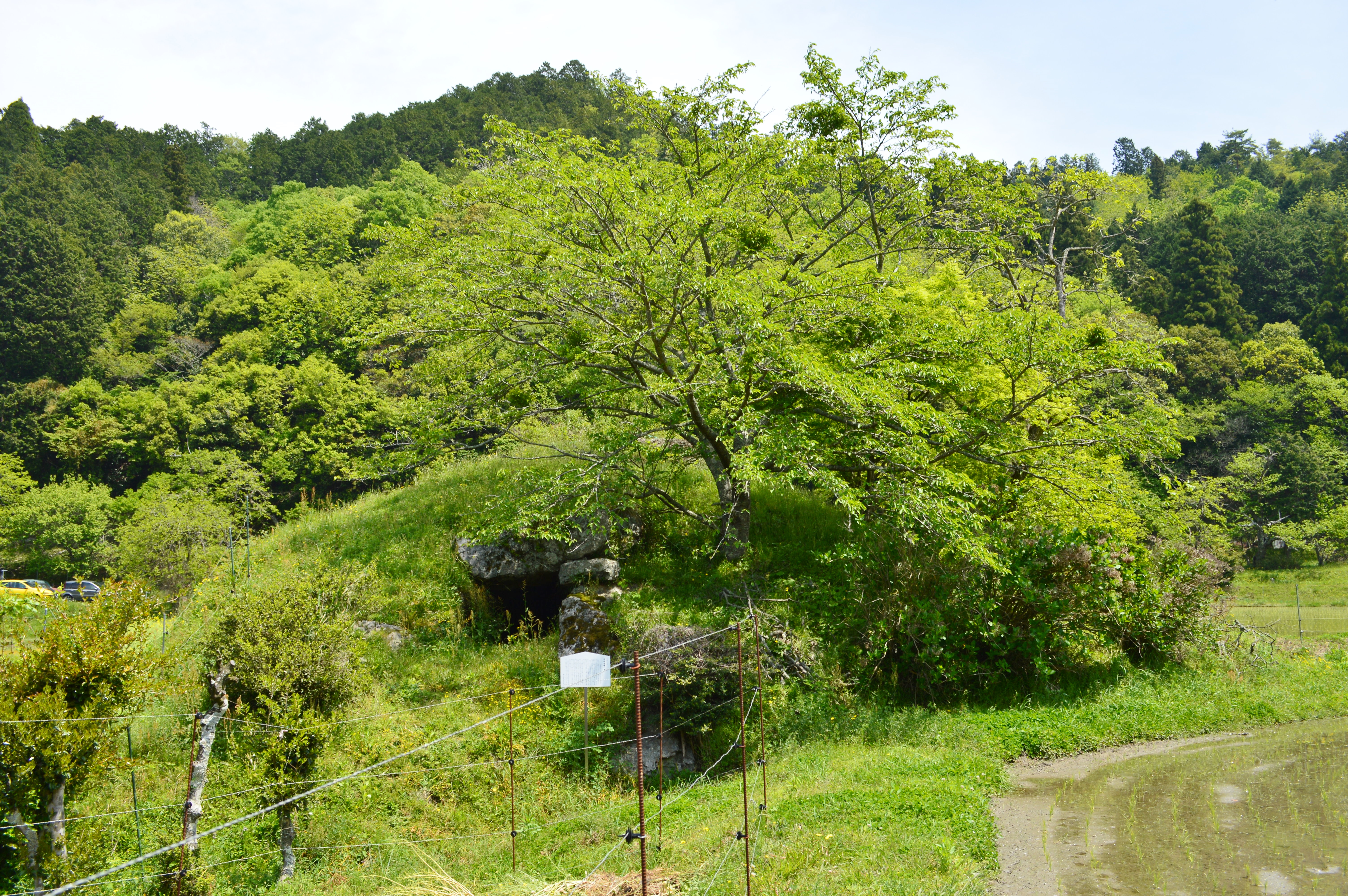
墳丘
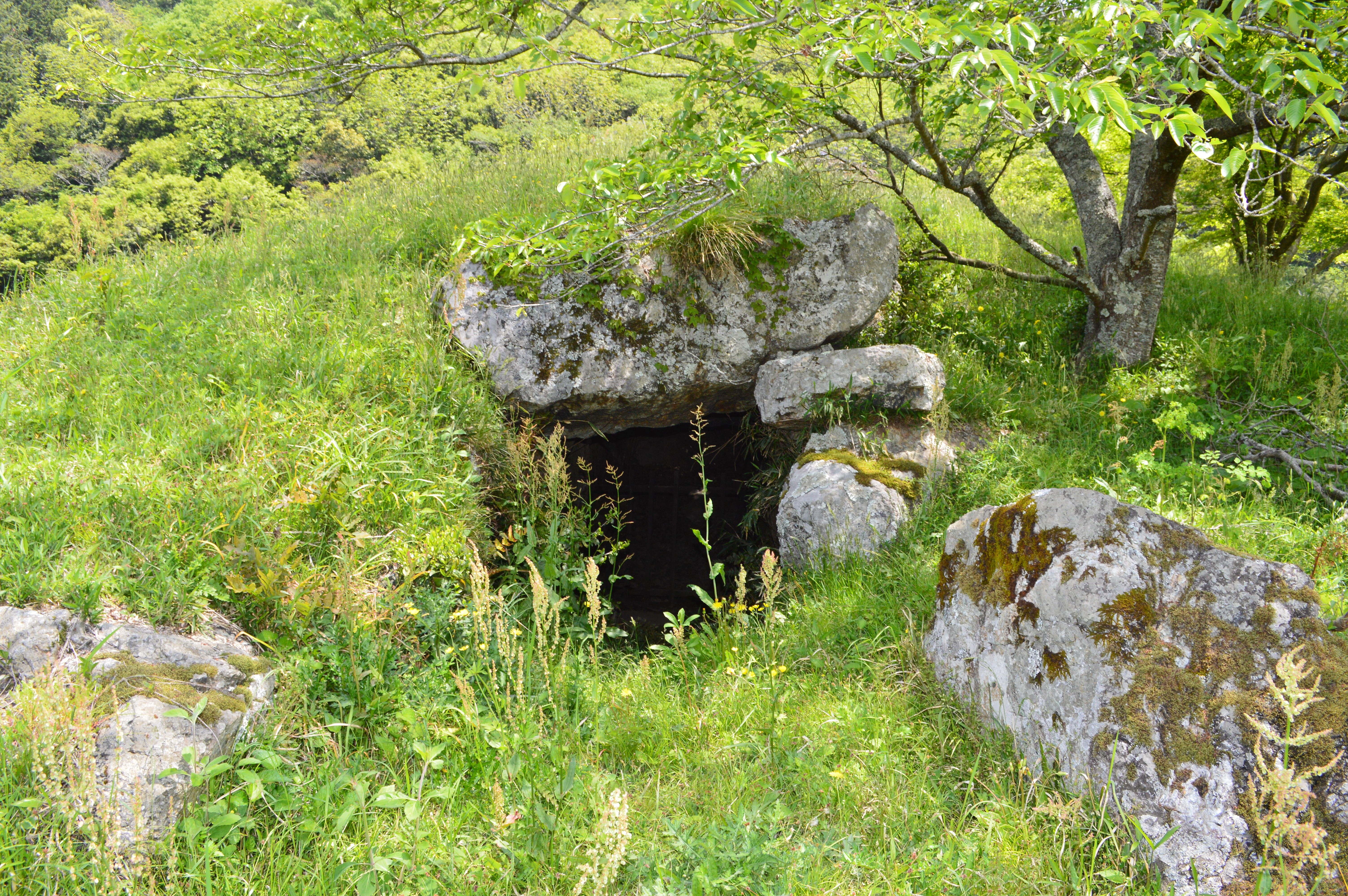
開口部
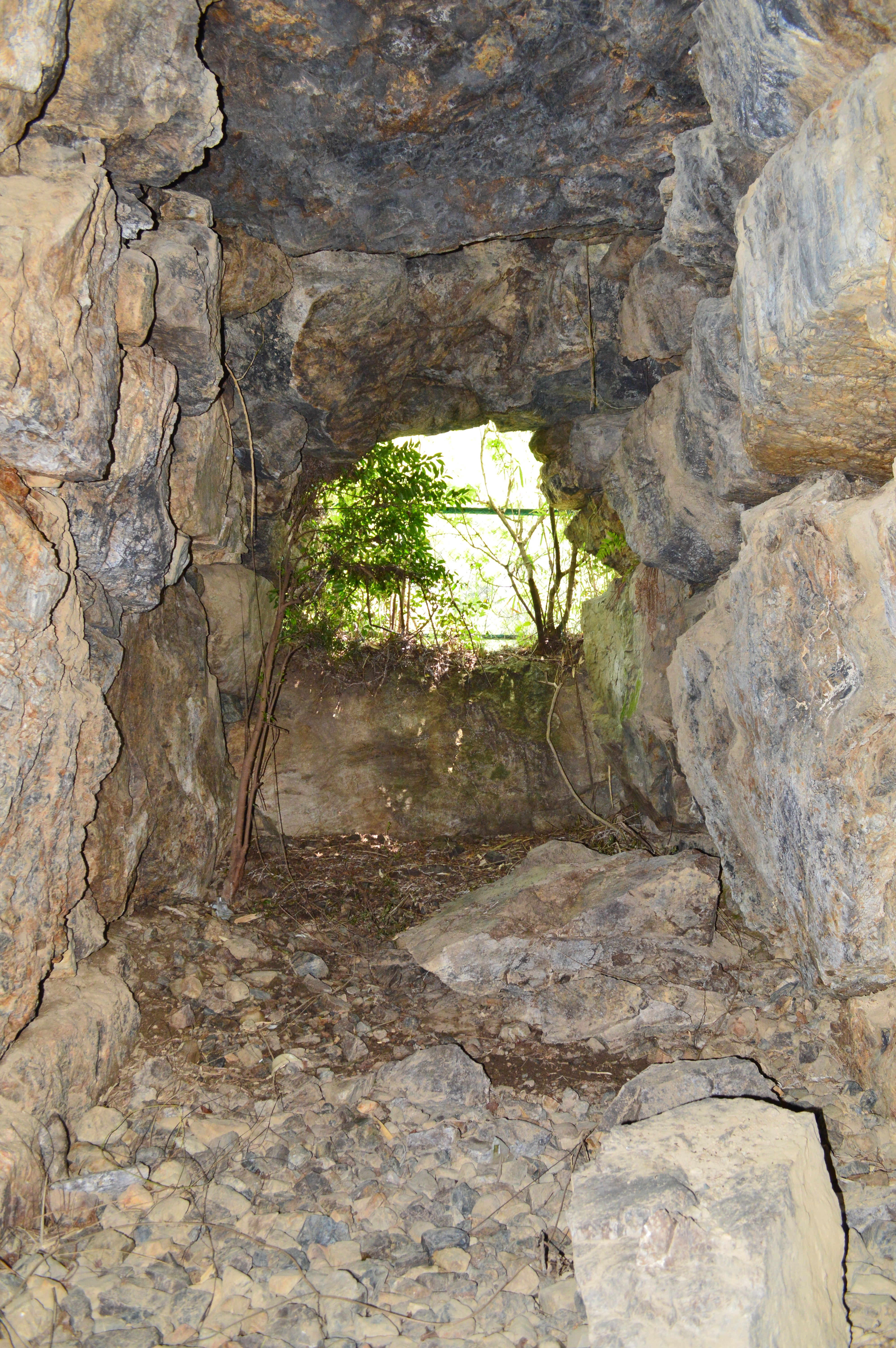
石室玄室（奥壁方向）
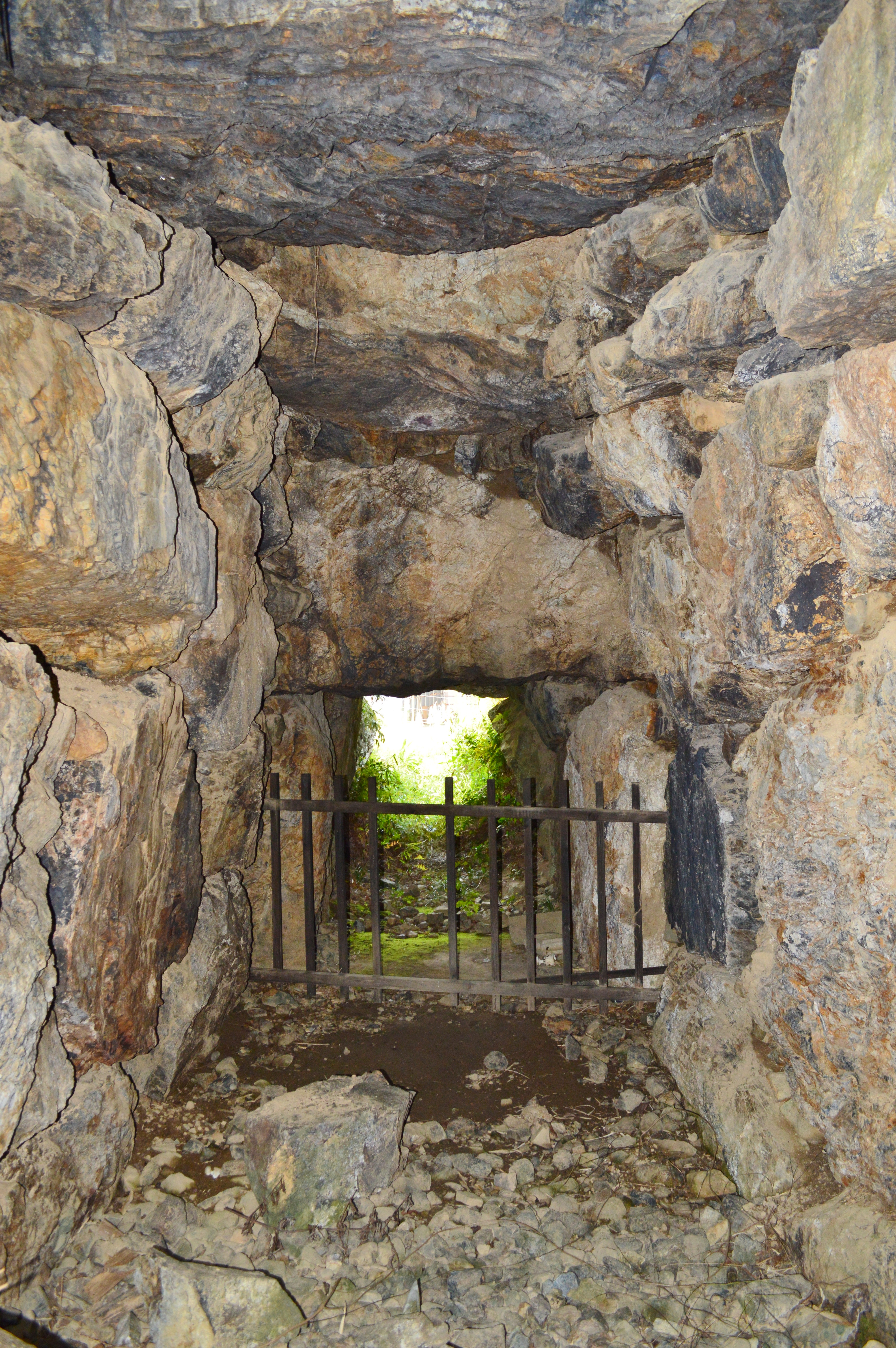
石室玄室（羨道方向）
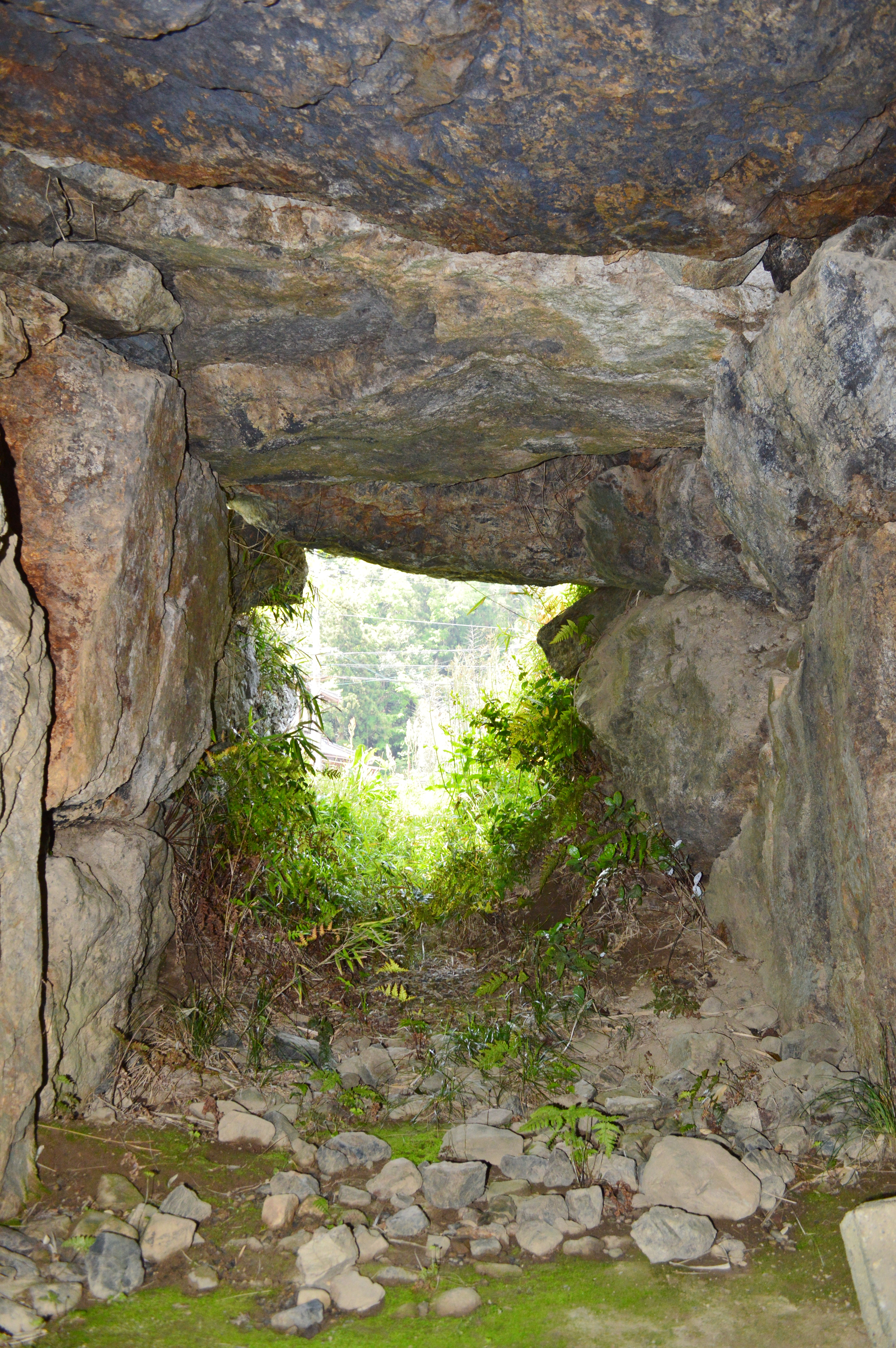
石室羨道（開口部方向）
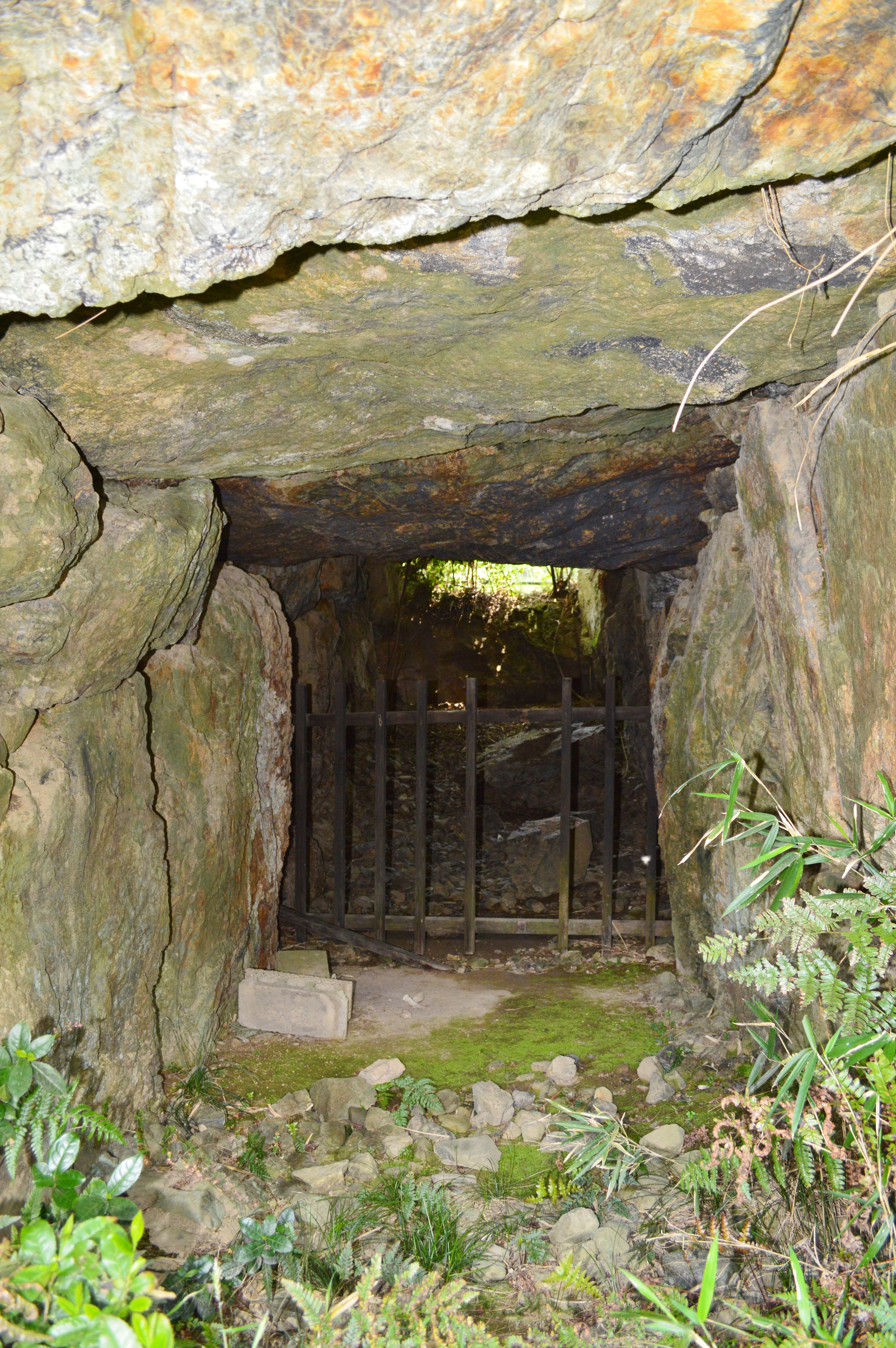
石室羨道（玄室方向）
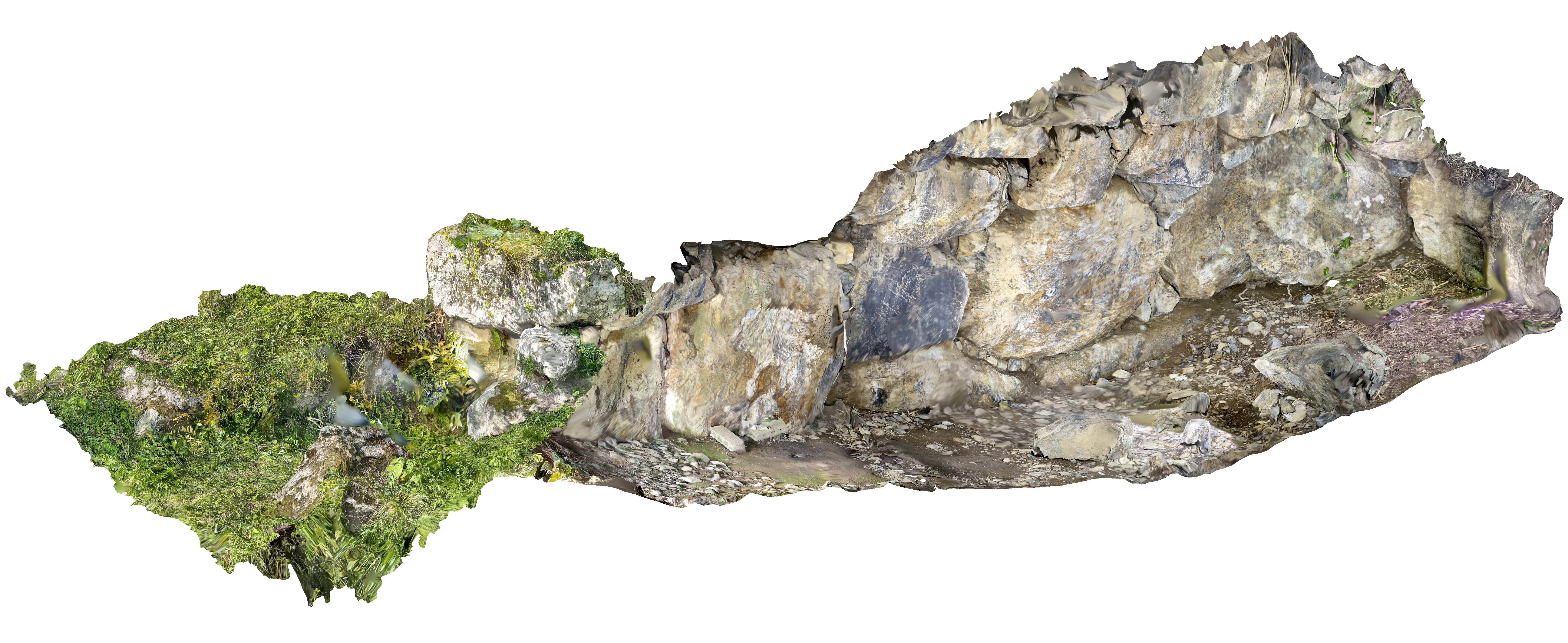
石室俯瞰図
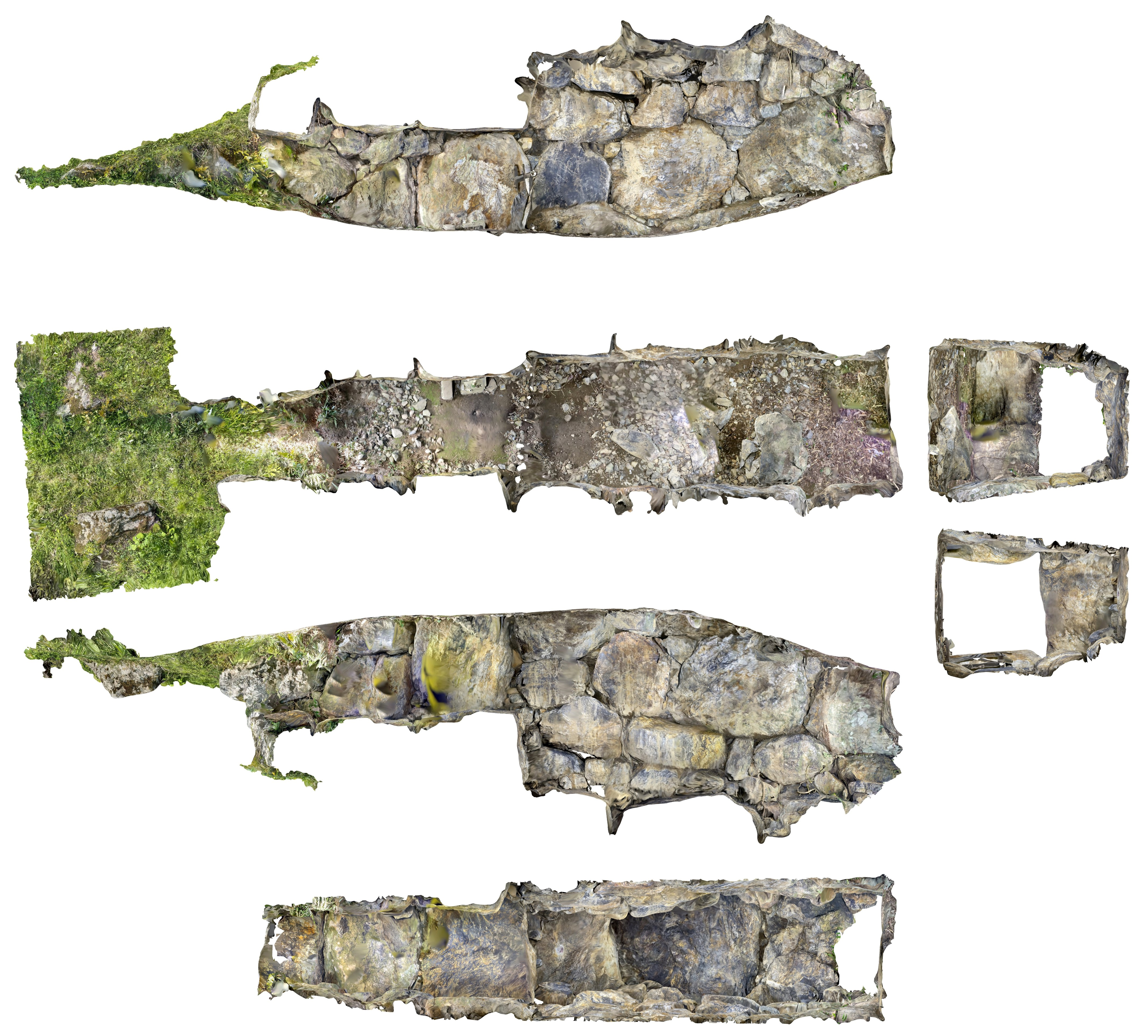
石室展開図

洞中2号墳
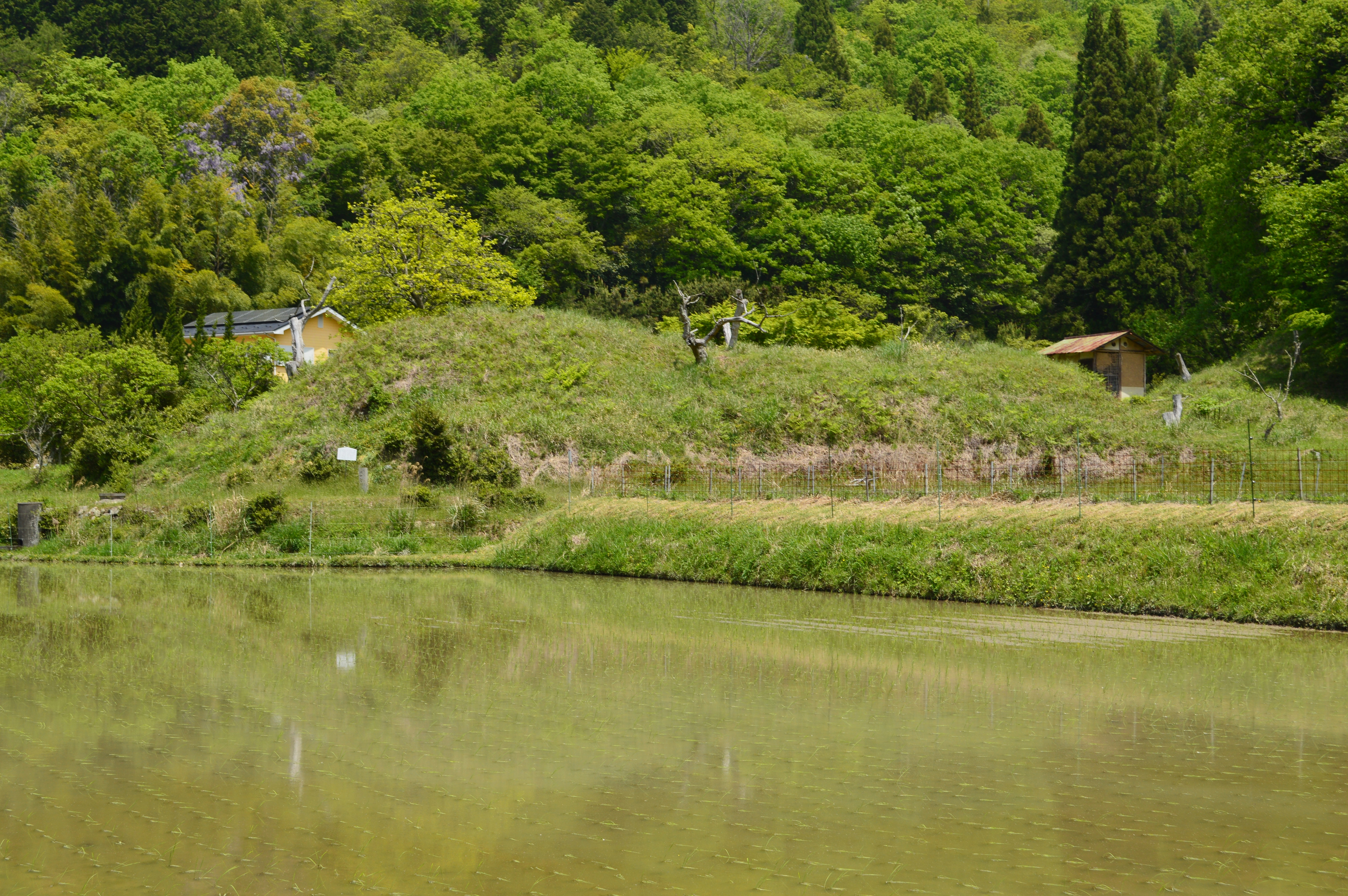
墳丘 左に後円部、右に前方部。
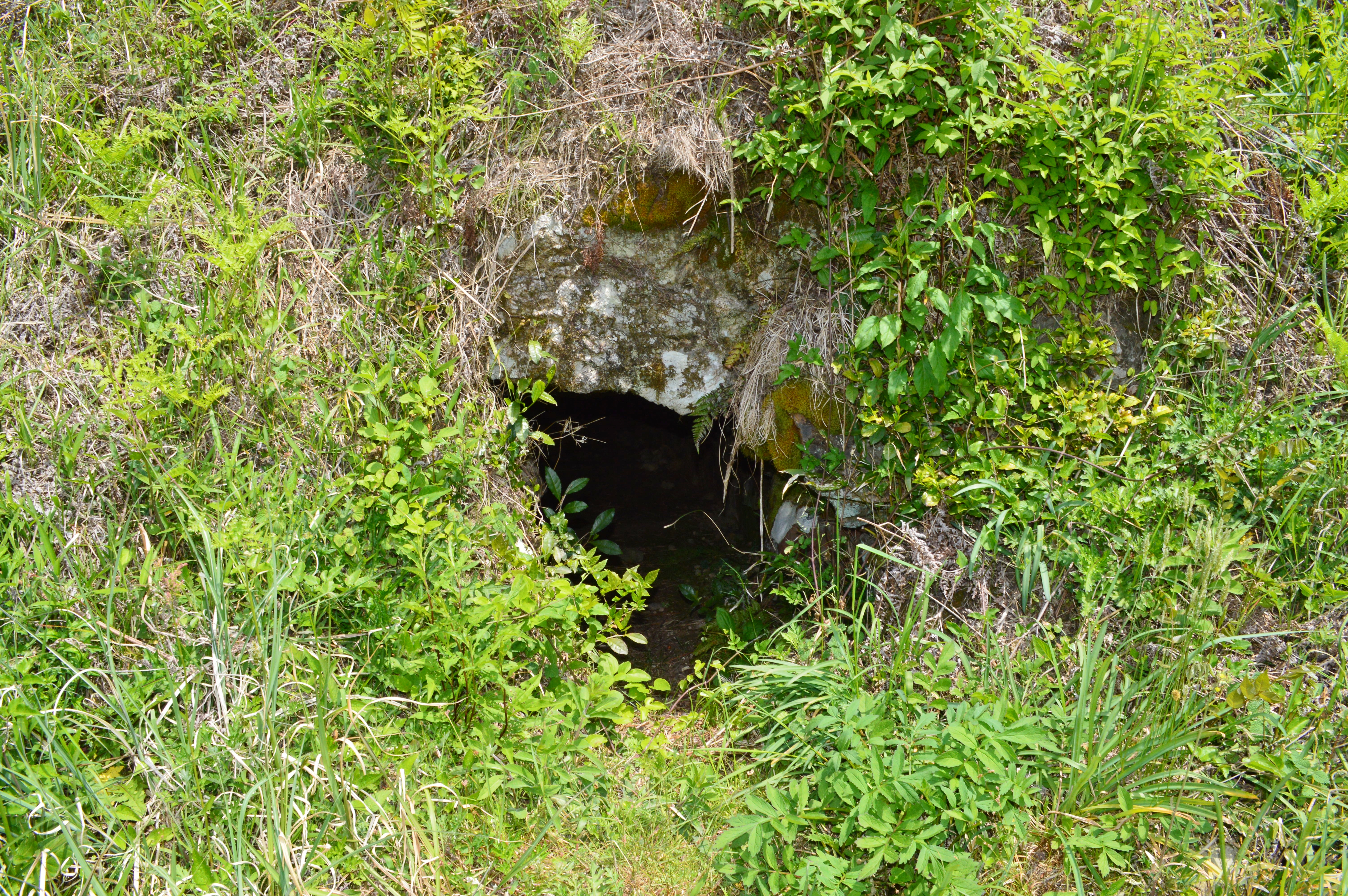
開口部
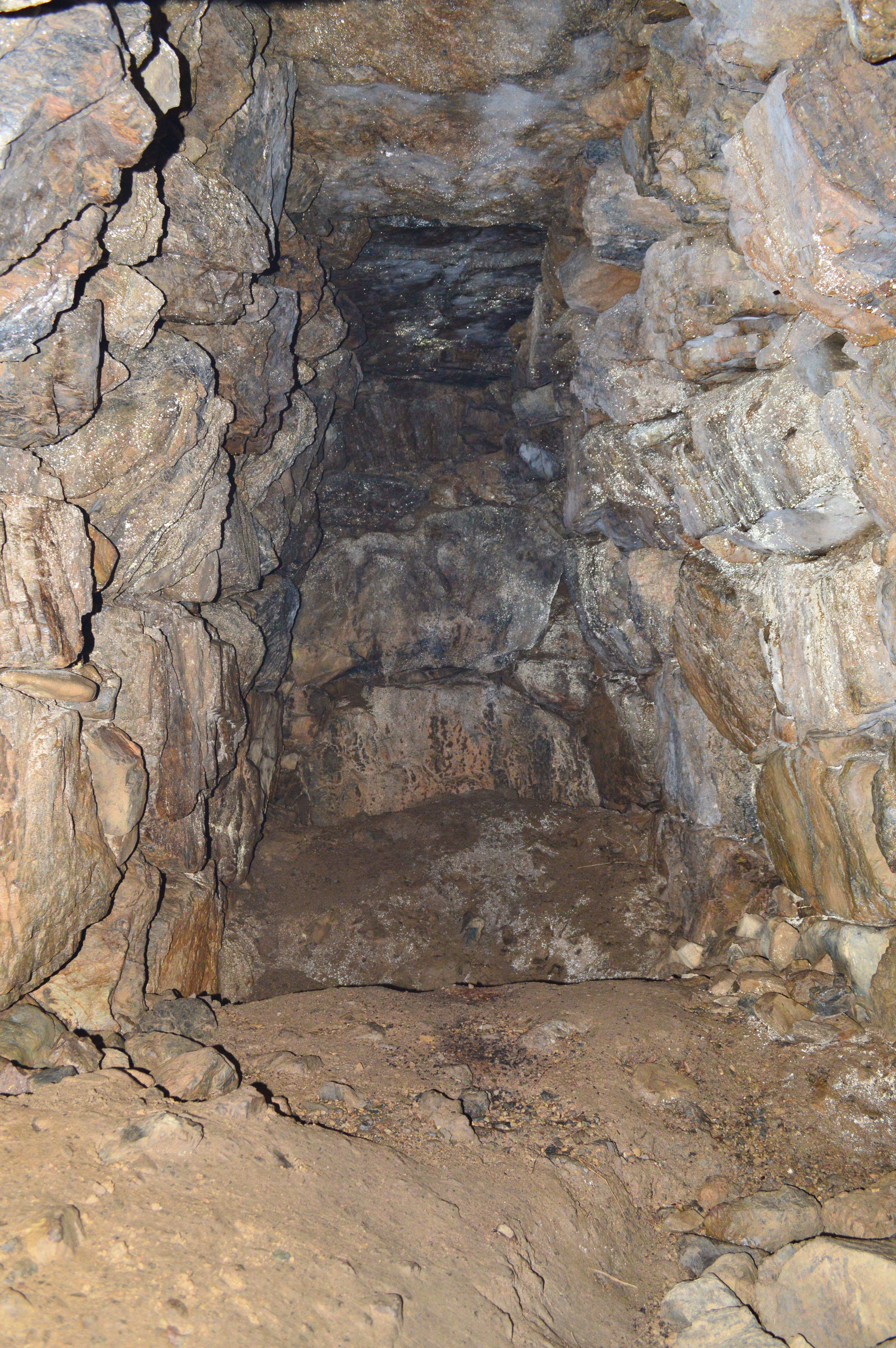
石室玄室（奥壁方向）
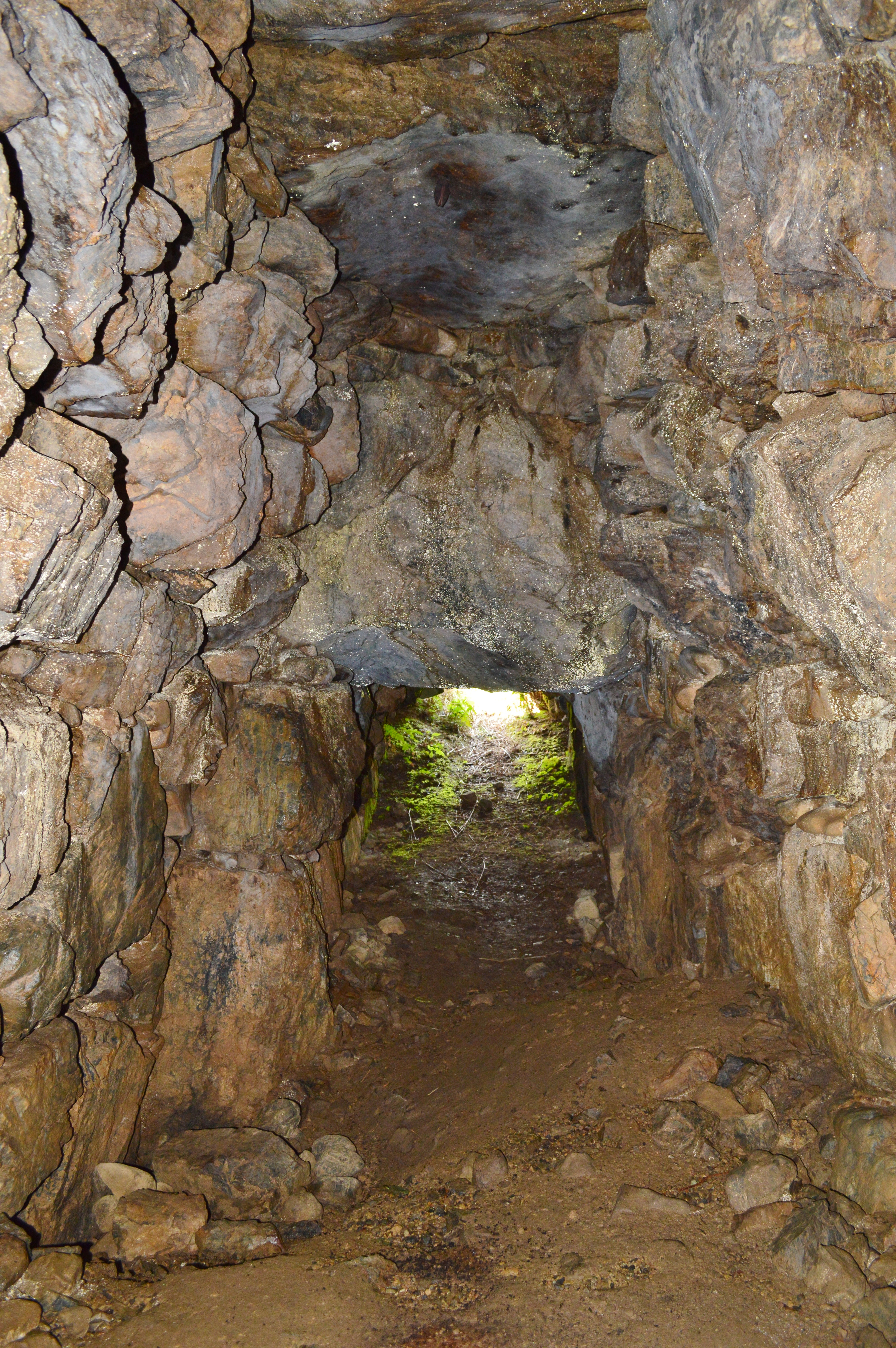
石室玄室（羨道方向）
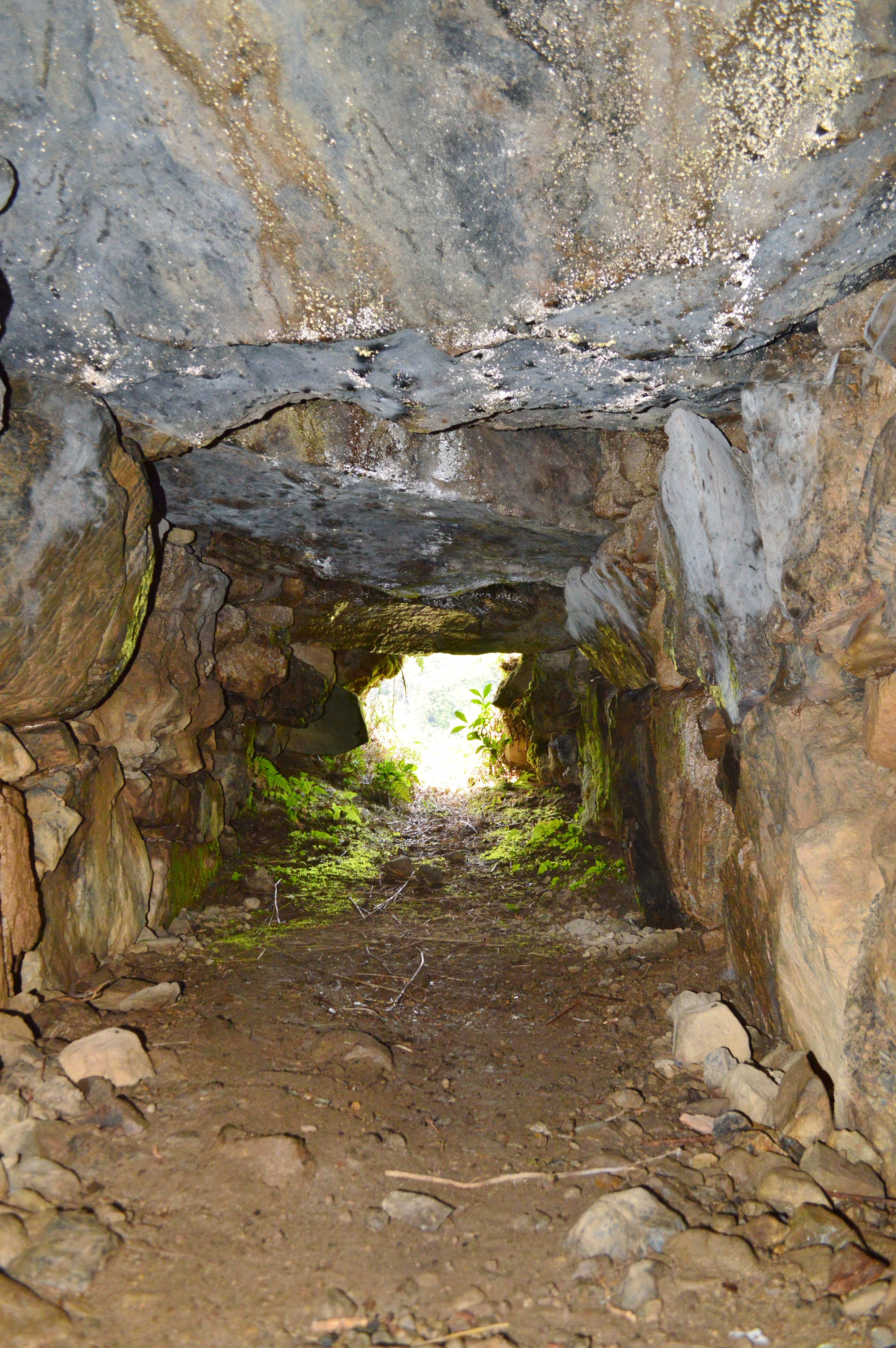
石室羨道（開口部方向）
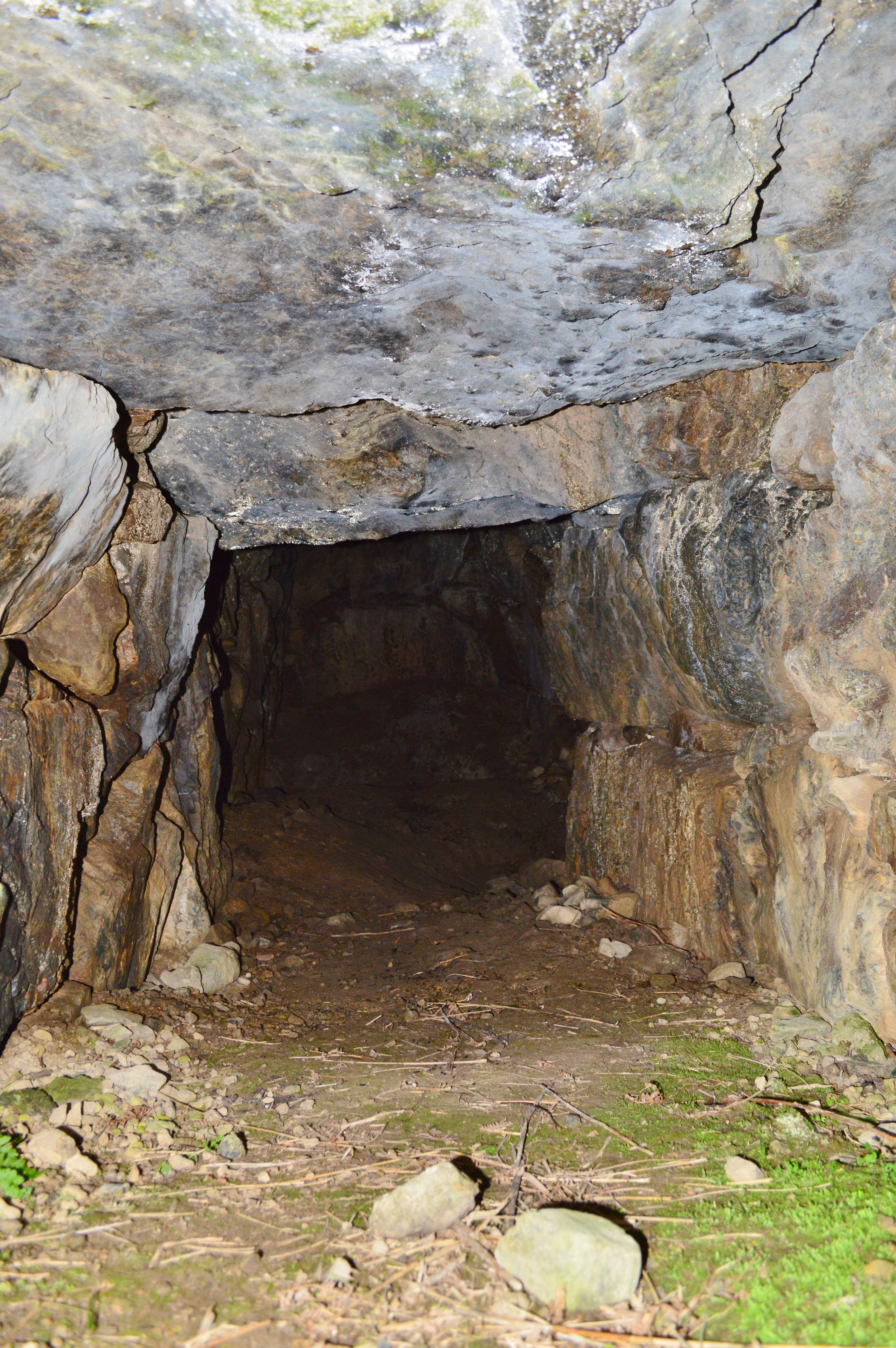
石室羨道（玄室方向）
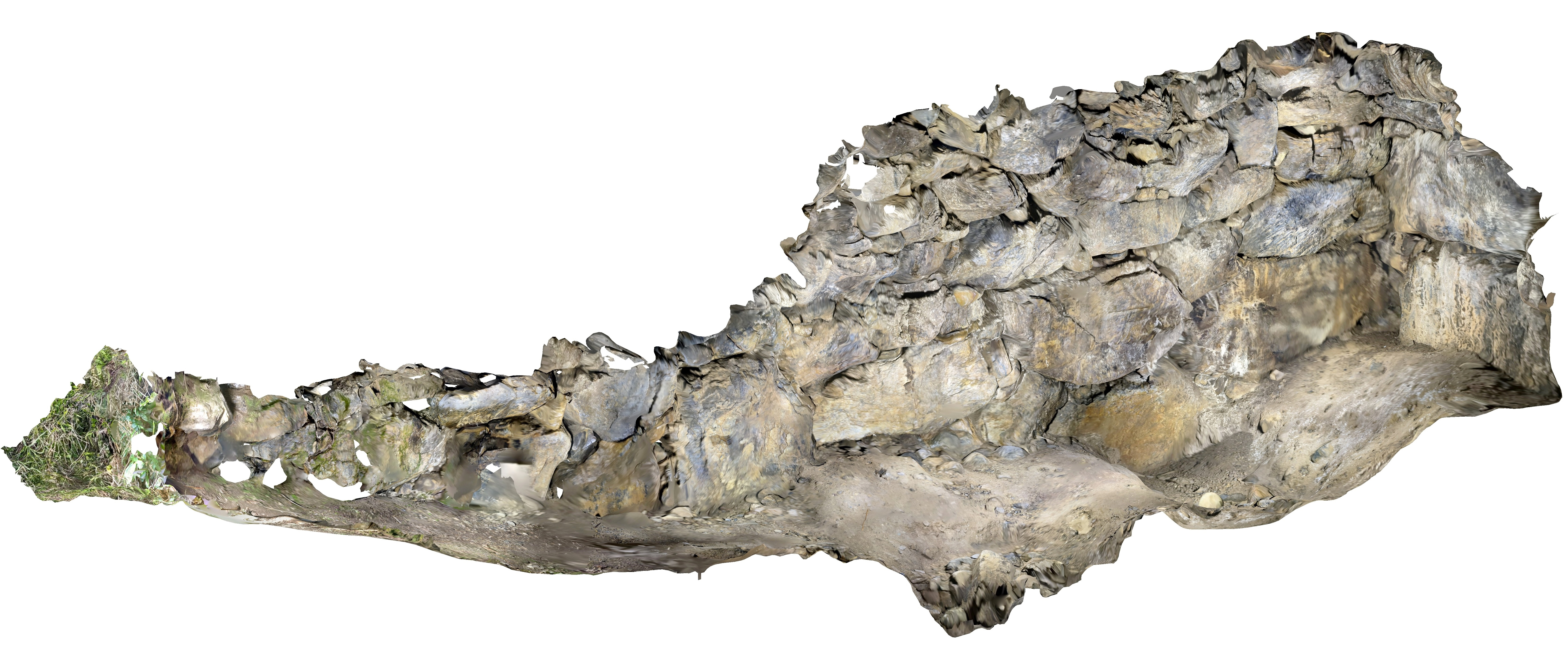
石室俯瞰図
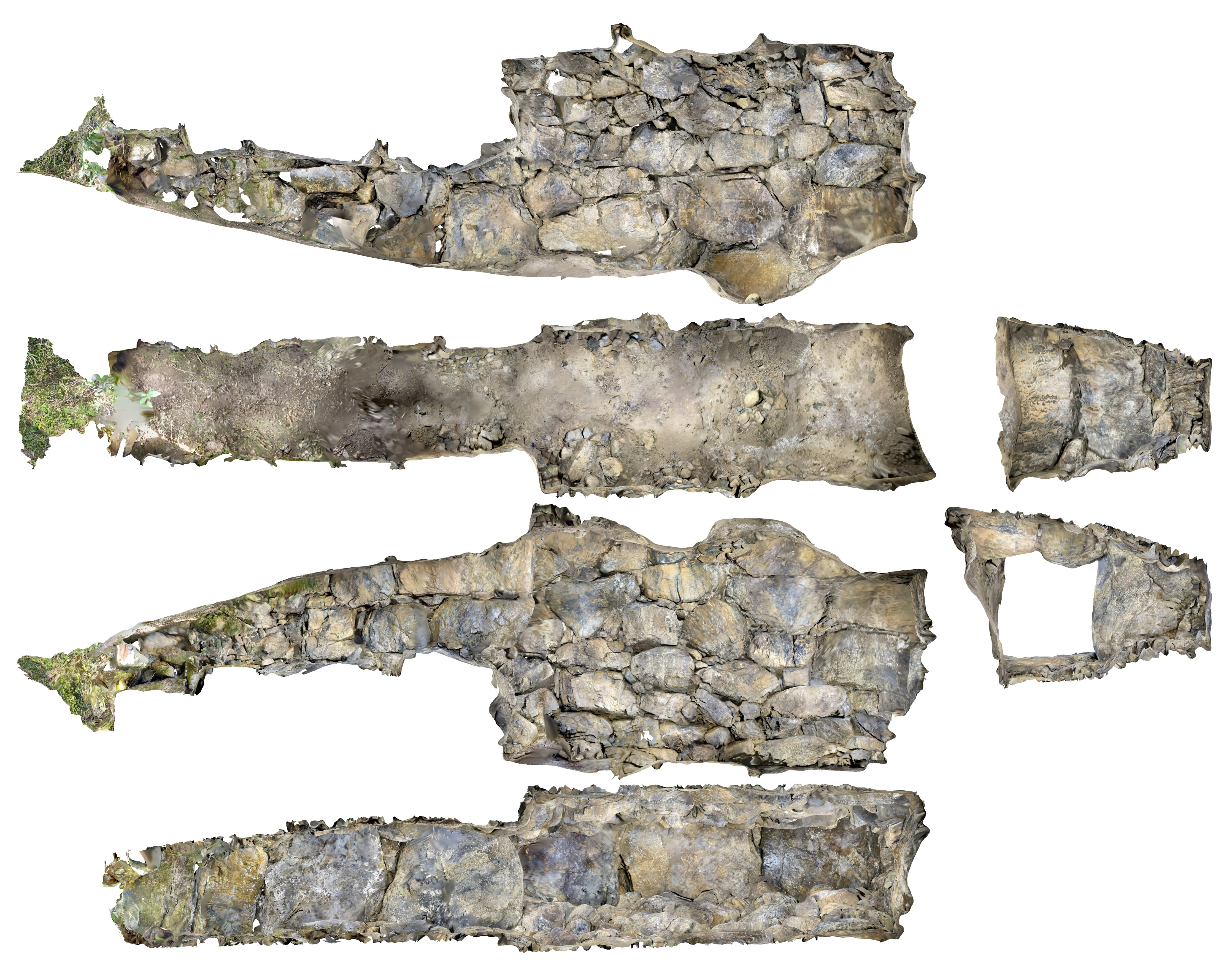
石室展開図

- 洞中3号墳
- 石室石材

## 文化財

### 丹波篠山市指定文化財
- 史跡
  - 洞中古墳一号 - 1968年（昭和43年）9月25日指定[7]。
  - 洞中古墳二号 - 1968年（昭和43年）9月25日指定[7]。

## 関連文献
（記事執筆に使用していない関連文献）
- 『篠山市の指定文化財』篠山市教育委員会地域文化課、2000年。